# Cihat Çelik
Cihat Çelik (sinh 2 tháng 1 năm 1996) là một cầu thủ bóng đá Hà Lan thi đấu ở vị trí tiền vệ cánh cho NK Čelik Zenica.

## Sự nghiệp câu lạc bộ
Anh ra mắt chuyên nghiệp cho NEC ngày 3 tháng 8 năm 2013 trong trận đấu với FC Groningen dưới sự chỉ đạo của huấn luyện viên Alex Pastoor. Anh bắt đầu trận từ đầu nhưng bị thay sau khi nghỉ giữa hiệp bởi Alireza Jahanbakhsh. Anh gia nhập đội bóng ở Eerste Divisie FC Oss mùa hè năm 2016.

## Danh hiệu

### Câu lạc bộ
NEC
- Eerste Divisie (1): 2014–15